# مارک میلی
مارک الکساندر میلی (انگلیسی: Mark A. Milley؛ زادهٔ ۱۸ ژوئن ۱۹۵۸) ژنرال بازنشسه نیروی زمینی ایالات متحده آمریکا است، که در فاصله سال‌های ۲۰۱۵ تا ۲۰۱۹ به‌عنوان سی و نهمین رئیس ستاد نیروی زمینی ایالات متحده آمریکا فعالیت می‌کرد و از ۲۰۱۹ تا ۲۰۲۳ بیستمین رئیس ستاد مشترک نیروهای مسلح ایالات متحده آمریکا بود.
میلی فعالیت نظامی را از سال ۱۹۸۰ در نیروی زمینی آمریکا آغاز کرد، از ۲۰۱۱ تا ۲۰۱۲ فرماندهی لشکر ۱۰ کوهستان را برعهده داشت، از ۲۰۱۲ تا ۲۰۱۴ فرمانده سپاه سوم زرهی بود، از ۲۰۱۳ تا ۲۰۱۴ به‌عنوان فرمانده نیروهای بین‌المللی کمک به امنیت فعالیت می‌کرد و از ۲۰۱۴ تا ۲۰۱۵ فرماندهی نیروهای زمینی ایالات متحده آمریکا را برعهده داشت. وی در حمله ایالات متحده آمریکا به پاناما، جنگ عراق و جنگ در افغانستان حضور داشت و در سال ۲۰۲۳ پس از ۴۳ سال خدمت از نیروهای مسلح آمریکا بازنشسته شد.

## سوابق
در ۲۵ ژوئیه ۲۰۱۹ مارک میلی از سوی سنا به عنوان رئیس جدید ستاد مشترک ارتش آمریکا تعیین شد. وی در جلسه رای‌گیری که در مجلس سنای ایالات متحده برگزار گردید؛ با ۸۹ رای موافق در برابر یک رای مخالف، تأیید شد. بدین ترتیب ژنرال مارک میلی جایگزین ژنرال جوزف دانفورد گردید. او هم‌اکنون بیستمین رئیس ستاد مشترک ارتش آمریکا است.
ژنرال مارک میلی ۶۴ ساله از سال ۲۰۱۵ تا سال ۲۰۱۹ به عنوان بیست و یکمین فرمانده نیروی زمینی ارتش آمریکا فعالیت داشته‌است. او همچنین از فرماندهان نیروهای مسلح آمریکا در افغانستان و عراق بوده‌است و به علت نقش داشتن در ترور قاسم سلیمانی، در لیست تحریمی جمهوری اسلامی ایران قرار دارد. همچنین در یک ویدیو از سپاه پاسداران تهدید به انتقام و قصاص شد.او در سال ۲۰۲۳ از آمریکا، روسیه و چین به عنوان ابرقدرت جهانی یاد کرد.

## تقابل با دونالد ترامپ
در ژوئیه ۲۰۲۱، خبرگزاری نیویورکر از تقابل ترامپ و رئیس ستاد مشترک ارتش آمریکا، مارک میلی، دربارهٔ موضوع ایران خبر داد. این نشریه نوشت که ژنرال آمریکایی نگران این بود که ترامپ در پس زمینه شکست در انتخابات ریاست جمهوری و نزدیکی به مقامات اسرائیلی که بر اقدامات سخت واشینگتن پافشاری می‌کردند، قصد ضربه زدن و حمله نظامی به جمهوری اسلامی ایران را داشته باشد.